# フライング・ダッチマン

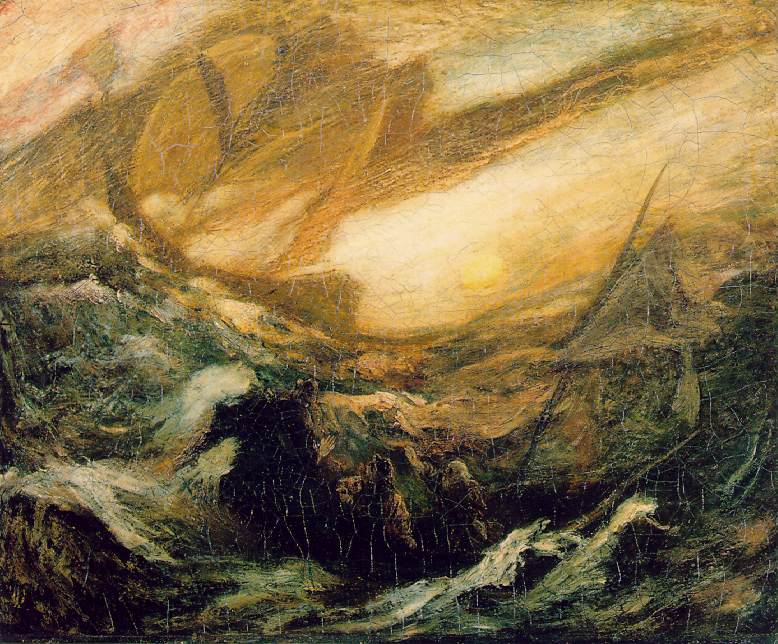
アルバート・ピンカム・ライダー画「フライング・ダッチマン」。

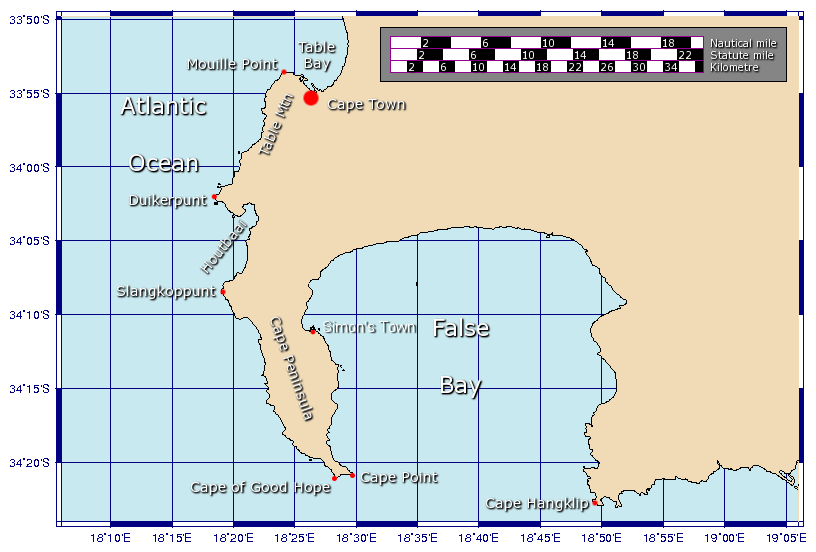
舞台となる海域。左下の赤点が喜望峰、左上の赤丸がケープタウン、その上の湾がテーブル湾。

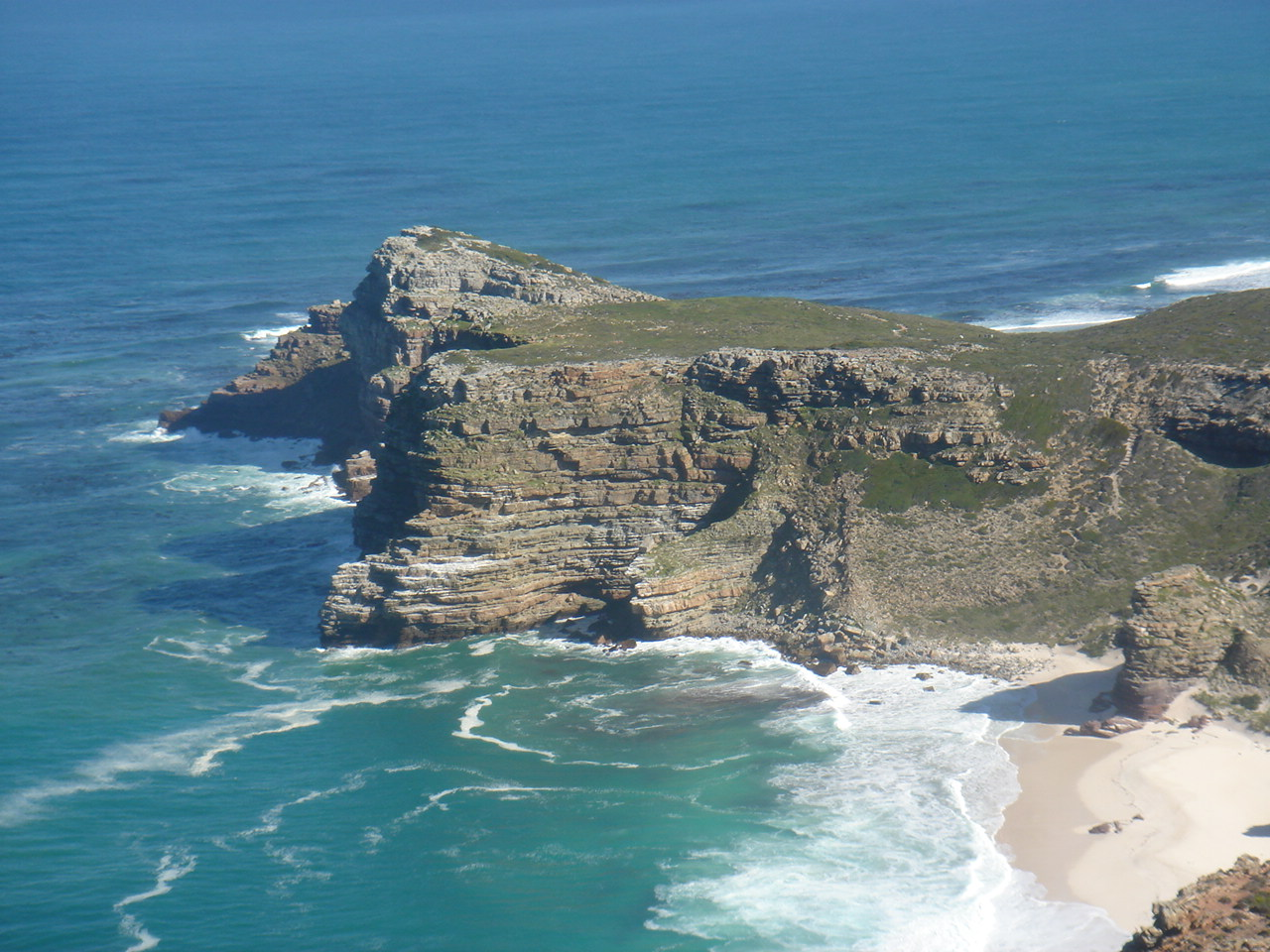
喜望峰。

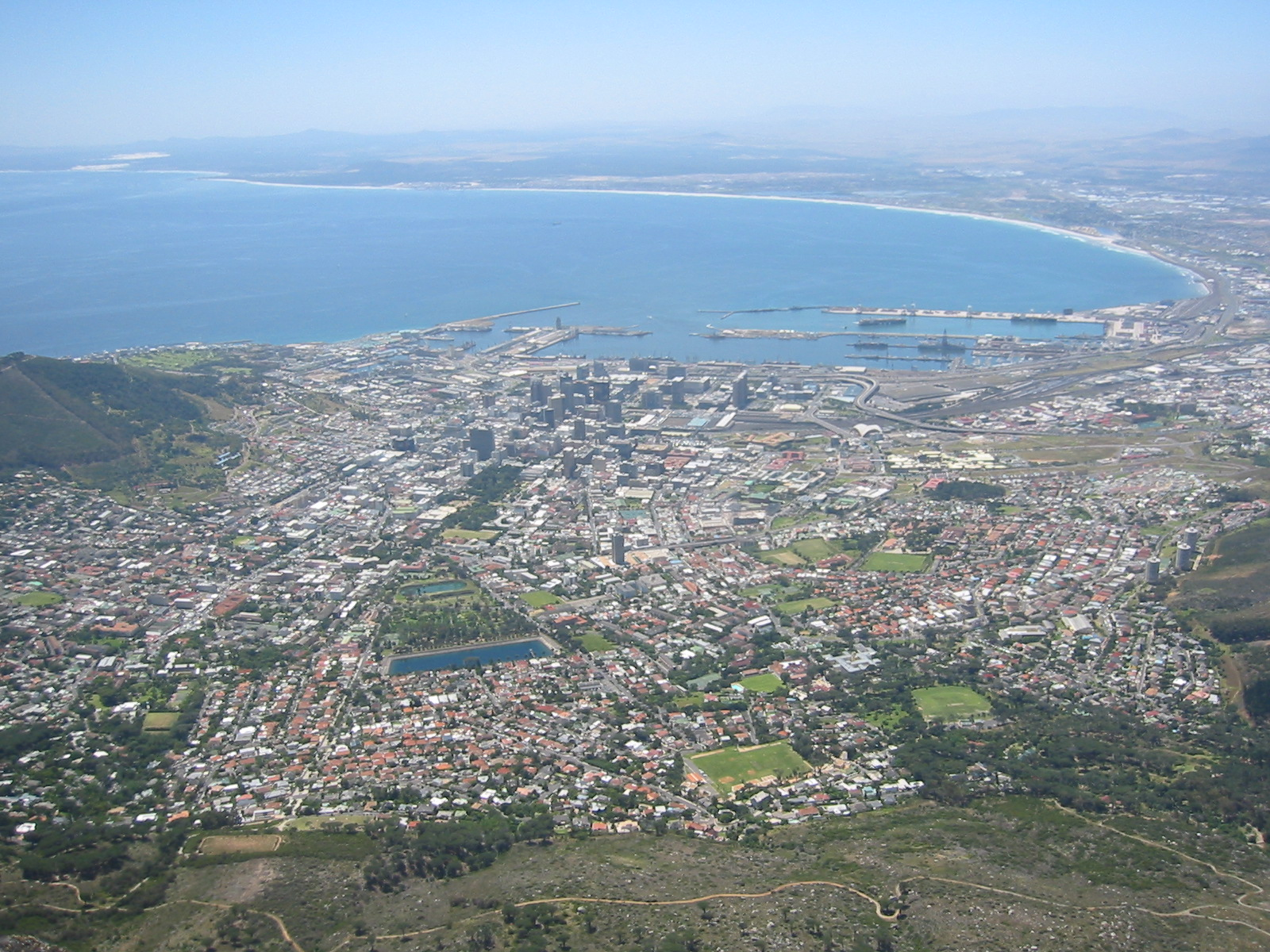
ケープタウンとテーブル湾。

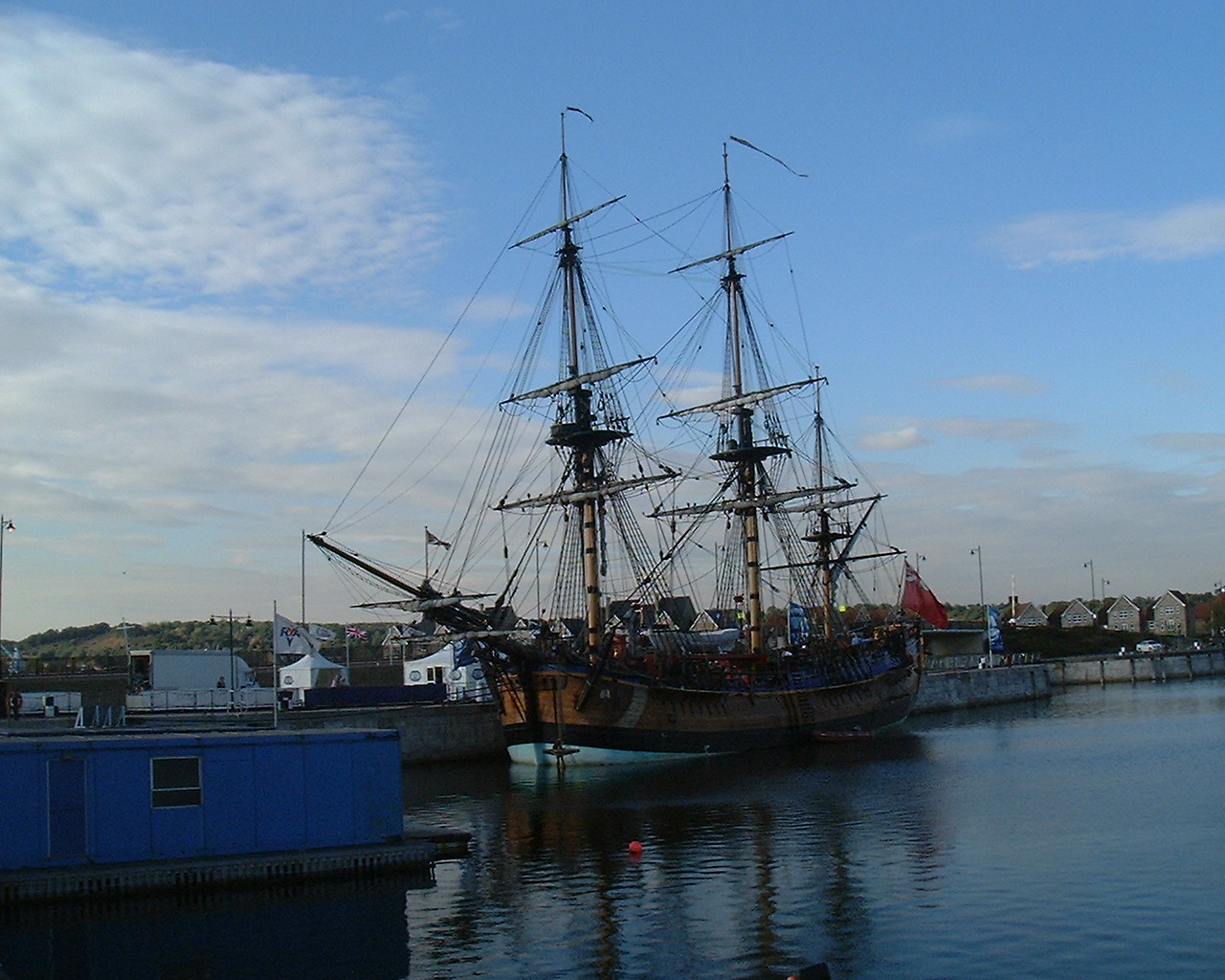
同時代の帆船エンデバーのレプリカ。

フライング・ダッチマン（Flying Dutchman）は、近代イギリスの伝承に現れる幽霊船、もしくはその船長のオランダ人である。船長はさまよえるオランダ人、船はさまよえるオランダ船やフライング・ダッチマン号と訳すこともある。

## 伝承の要旨
アフリカ大陸南端近くの喜望峰近海で、オランダ人船長が風（あるいは神）を罵って呪われた。船は幽霊船となり、船長はたった1人で永遠に（あるいは最後の審判の日まで）さまよい続けることとなった。

## 起源
似た伝承として、北海を最後の審判の日までさまようドイツのフォルケンバーグ船長（Falkenburg）の伝説があった。
幽霊船の形で現れる最古の文献は、1795年のジョージ・バリントンの『ボタニー湾への旅』（Voyage to Botany Bay）で、次のような話である。
- オランダ人が喜望峰沖で遭難し、乗組員は全員死亡した。
- 1隻の船が同行していたが、無事ケープ（現・南アフリカ共和国）に着き、一度ヨーロッパに帰って、またこの海域に戻ってきた。
- 事故のときと同じ緯度に達したとき、遭難した船の幽霊船を見張りが見つけた。
- 船がケープに着くと、船員はその話を触れ回り、幽霊船は「フライング・ダッチマン」と呼ばれるようになった。

1821年の雑誌『ブラックウッズ・マガジン』では、次のように書かれた。ほぼ現在知られる物語になっている。
- 幽霊船は、70年前（1751年）に出港したアムステルダム船である。
- 船長はヘンドリック・ファン・デル・デッケン（Hendrik van der Decken）である。
- ケープタウンへ向かってテーブル湾に入る直前で激しい向かい風となったため、船長は風を罵った。
- その夜、船が船長に「今夜中に湾に入る気か?」とたずね、船長は「最後の審判の日までかかっても入ってやる」と答えた。
- その結果、船は今も湾に入れず近海をさまよっている。悪天候のときのみ見ることができる。

## ワグナーのオペラ
フライング・ダッチマンは、リヒャルト・ワーグナーのオペラ『さまよえるオランダ人』（1842年）の題材として有名である。このタイトルは和訳されているだけで、原題 Der fliegende Holländer はフライング・ダッチマンのドイツ語訳である。
船長はたった1人で永遠にさまよう運命にあるが、7年に一度上陸でき、そのとき船長を愛す女性に出会えれば、呪いから解放される（死ぬことができる）。物語は、船が幽霊船となってかなりの年月が経過したのちのノルウェーで始まる。